# Тир
Тир (арап. صور , грч. Τύρος) је град на југу Либана, на обали Средоземног мора. Удаљен је око 70 km јужно од Бејрута и око 35 km јужно од Сидона. Тир је пети по величини град Либана. Према процени из 2005. у граду је живело 135.204 становника.
У граду се налази много античких споменика будући да је Тир био важан град Феничана и за време Старог Рима. По легенди у Тиру су рођене Европа и Дидона.
По Херодоту град је основан око 2750. године пре нове ере. Тирски трговци су били први трговци у Медитерану. Створили су своје колоније на обалама Егејског мора, на северној обали Африке, Сицилији, Корзици, Картагини и Шпанији. Древни град се налазио на острву, док је на копну било насеље Ушу. Град је имао изванредну луку и моћне одбрамбене зидове високе 46 m. Тир је био посебно познат по производњи драгоцене гримизне боје. Александар Велики је 332. године пре нове ере разрушио стари град и изградио превлаку која је спојила острво са копном.
Касније су овим градом владали Римљани, Омејадски халифат, крсташи, Мамелуци и Османлије. Крајем 10. века у граду је избио устанак хришћана против арапске власти након кога је становништво масакрирано. Тир припада држави Либан од њеног оснивања 1920. Данас у граду живе шиитски муслимани, сунитски муслимани (палестинске избеглице) и мали број хришћана.
Град као целина је унет у Унесков Списак светске баштине 1984. године. Историчар Ернест Ренан је напоменуо: „Тире можете назвати градом рушевина, изграђеним од рушевина.”

## Историја
Према митологији, Тир је родно место Европе и Дидоне, краљице Картагине. Изворно, у 3. миленијуму пне, се састојао од два дела, Стари град на острву и насеље Ушу на обали. Заправо име града на феничком значи „стена”, јер је Тир изграђен на стеновитом острву надомак обале. У египатском архиву из Амарне (на глиненим плочицама клинастим писмом), постоје и писма управитеља Тира, Аби-Микуа, који је писао фараону Акнатону 1350. п. н. е. У писмима спомиње дрво (које се извозило у Египат) и проблеме острвског града с водом и надирућим пламенима тзв. Хабируа (заједнички назив за Хананска номадска пламена). Према Хероду Тир је био снажна лука 1300. године, у време када, према Филону из Библоса који цитира митског феничког историчара Сахуниатона, градом влада краљ Абибал.
Стари град је имао две луке, једну на северу острва и другу на јужној страни, те је управо због снажне луке, око 1200. п. н. е., Тир постао база из које Феничани почињу да се шире на цело подручје Средоземља. Феничани из Тира су основали колоније на острвима Егејског мора, Грчкој, северној обали Африке, на Сицилији, Корзици, међу Тартешанима на Иберском полуострву, па чак и Кадизу иза Херкулових стубова.
За време краља Хирама I Тир је склопио савез с Израелом под краљем Давидом, око 1000. п. н. е. Око 900. п. н. е. Тир овладава градом Сидоном и оснива колонију Картагину, али га у исто време осваја асирски краљ Асурбанипал. Вавилонски краљ Набукодоносор II га заузима 573. године п. н. е, после 13 година опсаде. Половином 6. века п. н. е. освајају га ахеменидски Персијци, а 332. п. н. е. Александар Велики га осваја послије 7 месеци опсаде, при чему је био приморан да направи земљани пролаз од обале до острва и од тада је Тир на полуострву. Убрзо након тога поновно припада Персијанцима, овај пут Селеукидима, али Тир успева да оствари самосталност 126. п. н. е.
Од 64. п. н. е. Римљани овладају Тиром и његове обале је, према Матеју 15:21 и Марку 7:24) посетио и сам Исус са својим апостолима. Након смрти св. Степана ту је заснована хришћанска заједница коју је приликом свог трећег путовања посетио и Апостол Павле.
Године 628. године Арапи га освајају и пљачкају, а након неуспешне опсаде 1111. године, од 1124. до 1291. године је у поседу крсташа и постаје седиште бискупије, а најпознатији бискуп је био историчар Вилијам Тирски. Године 1291. Мамелуци освајају Тир, и до 1920. године је у саставу Османског царства.
Град је озбиљно оштећен крајем 1978. године током Операције Литани, коју су предузеле Израелске снаге против ПЛО-а, али и током Либанског рата 1982. Што се поновило у Израелско-либанском рату 2006. године, када су Израелски командоси напали ракетне положаје Хезболаха.
Данас је Тир већински шијитски, с малом хришћанском заједницом и више од 60,000 палестинских избеглица који су сунити. Странке Амал и Хезболах имају највише представника из Тира у Либанонском парламенту од 2009. године.

## Клима
Тир има Hot-summer mediterranean climate|топлу медитеранску климу (класификовану као Csa под Кепеновој класификацији климата), карактерисано са шест месеци суше од маја до октобра. У просеку, он има 300 сунчаних 300 годишње и годишња просечна температура је 20,8°C. Средња максимална температура у августу достиже највишу вредност од 30,8 °C, а најнижу на 10 °C у јануару. Просечно годишње падавине достигну и до 645 mm. Температура морске воде достиже минимум од 17 °C у фебруару и максимално 32 °C у августу. На дубини од 70 m стално је на 17-18 °C.
У међувремену, пораст нивоа мора услед глобалног загревања прети обалском ерозијом до Тирског полуострва и залива.

## Галерија слика
- Јужна морска обала Тира
- Римска агора у Ал Мини
- Римски хиподром
- Славолук Ал-Бас
- Уска улица у хришћанској четврти

## Партнерски градови
- Алжир
- Дезфул
- Малага
- Перпињан
- Тунис